# Le Figaro
Le Figaro er en af Frankrigs førende aviser. Den bliver generelt betragtet som konservativ og støtter da også partiet UMP.
Avisen blev stiftet i Paris i 1826 som et satirisk ugeblad og tog sit navn og motto fra komedien Barberen i Sevilla af Beaumarchais. Mottoet er: "Sans la liberté de blâmer, il n'est point d'éloge flatteur" – "Uden frihed til at kritisere er der ingen sand ros". Den blev udgivet noget irregulært frem til 1854, hvor den blev overtaget af Hippolyte de Villemessant. I 1866 var den blevet den største avis i Frankrig.
I dag kontrolleres Le Figaro af Serge Dassault (gennem Groupe Dassault), som er en konservativ forretningsmand, der er mest kendt for at eje fly- og våbenproducenten Dassault Aviation. Kombinationen af, at Dassault ejer en vigtig avis og er en stor leverandør til militæret samtidig med, at han selv er borgmester og senator for UMP, har ledt til en del kritik. Til det svarede Serge Dassault, at "aviser må sprede sunde ideer", og at "venstreorienterede ideer ikke er sunde". 